# Tuerta pastocyana
Tuerta pastocyana är en fjärilsart som beskrevs av Emilio Berio 1940. Tuerta pastocyana ingår i släktet Tuerta och familjen nattflyn. Inga underarter finns listade i Catalogue of Life.